# فرولیوددان
فرولیوددان(نام علمی: Ferugliotheriidae) نام یک تیره از رده پستانداران است.